# Busan
Busan (부산, također poznat kao Pusan) je grad na jugu Južne Koreje. Drugi je grad po veličini u Južnoj Koreji (nakon Seoula) i najveća korejska luka (peta luka po veličini u svijetu).

## Povijest
U 2. st. je na prostoru grada postojalo naselje Geochilsan-guk u sklopu kraljevstva Jinhan. u 3. st. je postalo dio kraljevstva Silla i nazvano je Geochilsan-gun. 757. se grad nazvao Dongnae. U 15. st. je Dongnae postao glavna luka za trgovinu Koreje s Japanom. Grad je razoren u japanskom napadu na Koreju 1592. Nakon toga su Japanci protjerani iz Koreje. Trgovina se ponovo razvija nakon 1607. kad su ponovo uspostavljeni odnosi Koreje i Japana. 1876. je Busan postao prva međunarodna luka u Koreji.
Od 1910. je Koreja pod japanskom vlašću. Busan se jače razvija jer je postao glavna komunikacijska luka Japana s Korejom. Nakon 2. svj. rata se vraća korejska nezavisnost. Busan je jedan od rijetkih južnokorejskih ratova koji u Korejskom ratu nisu zauzeli komunisti iz Sjeverne Koreje. Zbog toga je grad bio izbjeglički centar. 1950. se vodila bitka u okolici grada u kojoj su pobijedile Južna Koreja i SAD uz pomoć vojske Ujedinjenih naroda. Nakon rata se grad ubrzano razvija u sklopu Republike Koreje koja je doživjela brz gospodarski i industrijski razvoj, a Busan postaje njezina glavna luka. Južna Koreja mnogo proizvodi i izvozi, a Busan je najvažnija izvozna luka.

## Zemljopis
Busan je smješten na jugu Korejskog poluotoka na ušću rijeke Nakdong. Nalazi se u dijelu Koreje koji je najbliže Japanu, te je to glavni uzrok razvoja lučkih djelatnosti. Najbliža japanska luka je Fukuoka. Grad je sagrađen na brdovitom terenu s nekoliko brežuljaka unutar grada. Ima dobru prirodnu luku koja je zaklonjena otokom Yeongdo.
Klima je monsunska s kišovitim ljetima i sušnim zimama. Male su godišnje razlike temperature. Grad je često na udaru tajfuna (najrazorniji su bili Sarah 1959. i Maemi 2003.

## Gospodarstvo
Busan je peta luka u svijetu po količini prometa. Postoji slobodna gospodarska zona Busan-Jinhae. Razvija se financijski sektor i grad namjerava postati korejski financijski centar.

## Znamenitosti
U gradu postoje mnogi budistički hramovi (najpoznatiji je Beomeosa). Postoji tvrđava Jwasuyeong. Značajan je toranj s vidikovcem Busan Tower. Unutar grada postoji termalni izvor Heosimcheong na kojem su sagrađene najveće toplice u Aziji. Na obližnjem otoku Yeongdo je park prirode Taejongdae s poznatim klifovima.